# 嚴暉吉
嚴暉吉（？—？），江西奉新县人，清朝政治人物。进士出身。
嘉慶六年，登進士。嘉庆十五年三月，擔任清朝廣東省潮州府豐順縣知縣。后由吳昭望接任。嘉庆十五七月回任。后由張大凱接任。